# Virtual Archaeology Review
Virtual Archaeology Review (VAR) es una revista académica, de acceso abierto, revisada por pares anónimos de la Sociedad Española de Arqueología Virtual (SEAV), editada en la Universitat Politècnica de València. VAR se centra en una mezcla de arte e ingeniería que investiga en el nuevo campo de la arqueología virtual. La revista VAR es mayoritariamente interdisciplinar, que publica trabajos académicos en conservación, documentación, topografía 3D, visión por computador, diseminación, juegos y otras disciplinas relacionadas con el patrimonio cultural y la arqueología.

Se recomienda consultar el análisis de Virtual Archaeology Review (VAR) en la base de datos MIAR.